# Bram Dobbe
Abraham Adrianus (Bram) Dobbe (Hoorn, 13 januari 1922 – Tilburg, 29 mei 1947) was een Nederlands voetballer die uitkwam voor Vitesse en een Engelandvaarder.
Dobbe speelde van 1941 tot 1943 voor Vitesse. Hij wist twee keer te scoren. Tegen VV Doetinchem en tegen DVSE was hij belangrijk voor een doelpunt.
Op 16 mei 1943 ging hij via de noordelijke route naar Engeland, waar hij op 30 maart 1944 aankwam. Hij werd aldaar gerekruteerd om te vliegen voor de Royal Air Force, in de functie van waarnemer.
Dobbe was na de oorlog gelegerd in Gilze-Rijen voor een vliegopleiding. Hij overleed in 1947 ten gevolge van een vliegtuigongeluk, waarbij twee Avro Anson lesvliegtuigen tegen elkaar waren gevlogen. Hij wordt herdacht op het Gedenkteken Luchtvarenden in Soesterberg.